# Ariston (Sparta)
Ariston (altgriechisch Ἀρίστων Arístōn) war in der zweiten Hälfte des 6. Jahrhunderts v. Chr. ein König von Sparta aus dem Haus der Eurypontiden, der bis ungefähr 515 v. Chr. herrschte.

## Leben
Ariston war der Sohn des Agasikles und regierte zur Zeit des lydischen Königs Kroisos. Sein Amtskollege im spartanischen Doppelkönigtum war der Agiade Anaxandridas. Zusammen gelang es ihnen nach ihrem Amtsantritt um 550 v. Chr., den seit Jahrzehnten währenden, bereits unter ihren Vätern geführten Krieg gegen Tegea zu gewinnen und somit die spartanische Hegemonie auch auf Arkadien auszudehnen. Laut Herodot war die Voraussetzung für diesen Sieg ein zunächst unverständlicher Spruch des Orakels von Delphi, denn die Spartaner sollten die Gebeine des Orestes nach Sparta überführen, ohne zu wissen, wo sie diese finden konnten. Auch eine Nachfrage brachte keine deutlichere Antwort. Schließlich gelang es einem gewissen Lichas, einem Agathoergos der Spartaner, die Gebeine zu finden und Tegea wurde besiegt.
Zwei erste Ehen des Ariston blieben kinderlos. Seine dritte Ehefrau war zuvor die Frau des Agetos, Sohn des Alkidas und Freund des Ariston. In ihrer Jugend war sie weit davon entfernt, von angenehmem Äußeren zu sein, doch verhalf ihr Helena zu großer Schönheit. Ariston verliebte sich in sie und schlug seinem Freund Agetos vor, er könne, was auch immer er wolle, von ihm haben, wenn er ihm im Gegenzug gleichfalls die Freiheit ließe, aus seinem Besitz frei zu wählen. Beide kamen überein, so verfahren zu wollen, und bekräftigten dies durch einen Schwur. Da Ariston zu diesem Zeitpunkt noch verheiratet war, hatte Agetos keinerlei Argwohn und wählte aus den Schätzen des Ariston in der Erwartung, dieser würde es ihm gleich tun. Als Ariston jedoch die Frau des Agetos wählte, wollte dieser das zunächst nicht gelten lassen, musste es jedoch wegen des geleisteten Schwurs hinnehmen. Sieben Monate nach der Hochzeit gebar Aristons dritte Ehefrau einen Sohn, doch wollte Ariston wegen der kurzen Schwangerschaft die Vaterschaft zunächst nicht anerkennen. Als der Sohn größer wurde, änderte er seine Haltung und nannte seinen Sohn Damaratos, was so viel wie „Antwort auf die Gebete des Volkes“ bedeutet, da die Spartaner vor seiner Geburt für einen Sohn des Ariston gebetet hatten. Die Mutter des Damaratos erzählte ihrem Sohn später jedoch, dass er der Sohn des lokalen Heros Astrabakos sei, der sich ihr in Gestalt des Ariston genähert habe.
Plutarch überliefert in seinen Sprüchen der Spartaner einige Aussprüche des Ariston. So nennt er Ariston als einen der Urheber der Wendung, dass es besser sei, seine Feinde zu Freunden zu machen, als seinen Freunden gutes, seinen Feinden aber schlechtes zuzufügen – ein Ausspruch der laut Plutarch in der Regel dem Sokrates in den Mund gelegt wird, in dieser Form aber nicht wörtlich für Sokrates überliefert ist. Auch Kleobulos galt als Urheber des Spruches. Auf die Frage, wie viele Spartaner es gebe, soll Ariston geantwortet haben, es wären genügend, um die Feinde fernzuhalten.